# Caue Fernandes
Caue Hernesto Fernandes Fernandez  (nacido el 31 de julio de 1988 en Santana do Livramento, Brasil), es un exfutbolista brasileño nacionalizado uruguayo. Jugaba de defensor.

## Carrera
Nacido en Brasil, Fernandes comenzó su carrera en Uruguay en el año 2008 jugando para Juventud de Las Piedras luego de quedar libre en la 3era de Peñarol , hizo las fomativas de Peñarol donde ganó el campeonato sub-16 en 2004 y en el Curitiba 2 años y en futbol infantil en el Botafogo de Santana de Livramento , en donde se mantuvo hasta 2010. En 2011 pasa a Swansea City, donde juega 35 partidos, sumando las temporadas 2010-11, 2011-12 y 2012-13 en la cual es titular en 28 partidos de los 30, y logra con su equipo la clasificación a la FA Cup. En junio de 2013, a petición del DT argentino Rodolfo El Vasco Arruabarrena, firma contrato con el Club Nacional de Football. En diciembre de 2013, retorna a El Tanque Sisley, pero en enero de 2014 es cedido al Liverpool.

## Nacionalidad
A pesar de haber nacido en Brasil, desarrolla la mayor parte de su carrera como futbolista en Uruguay y está nacionalizado uruguayo disputó el Panamericano con la selección uruguaya sub-22 obteniendo la medalla de bronce, luego de obtener la nacionalidad macaense en 2019 disputó un total de 16 encuentros con el combinado macaense
Está casado con la economista macaense Luciana Chu; la pareja tiene 2 hijos Jessica y Andrew , anteriormente estuvo casado con Romina Lopez de la cual tuvo 2 hijos Alan en 2009 y Kevin nacido en Swansea en 2012 de nacionalidad galesa.
Alan juega en las inferiores de Miramar es lateral derecho  y Kevin es centrodelantero juega en las divisiones inferiores de Deportivo Maldonado.

## Clubes
| Club                    | País     | Año       |
| ----------------------- | -------- | --------- |
| Juventud de las Piedras | Uruguay  | 2010-2011 |
| El Tanque Sisley        | Uruguay  | 2011-2013 |
| Nacional                | Uruguay  | 2013-2014 |
| Liverpool               | Uruguay  | 2014      |
| Nacional                | Uruguay  | 2014-2015 |
| Montevideo Wanderers    | Uruguay  | 2015-2016 |
| El Tanque Sisley        | Uruguay  | 2016      |
| Marathon                | Honduras | 2017-2019 |

## Palmarés

### Campeonatos nacionales
| Título                                  | Club     | País     | Año  |
| --------------------------------------- | -------- | -------- | ---- |
| Campeonato Uruguayo de Primera División | Nacional | Uruguay  | 2013 |
| Copa de Honduras                        | Marathon | Honduras | 2017 |
| Supercopa de Honduras                   | Marathon | Honduras | 2019 |